# 杜曾
杜曾（と そう、? - 319年）は、中国の晋朝および五胡十六国時代に活動した流民勢力の首領。南中郎将杜蕤の従祖弟。新野の出身。沔水・漢水の地に割拠し、晋朝を大いに苦しめた。

## 生涯
若い頃より、人智を超えた勇猛さを誇り、甲冑を身に着けたまま水中を泳ぐことが出来るほどであった。新野王の司馬歆が鎮南参軍だった時、華容県令、南蛮司馬に任じられた。戦陣において杜曾は、全軍随一の武勇を誇った。
永嘉6年（312年）、当時永嘉の乱の真っ只中で、荊州も大いに乱れた。かつて司馬歆の牙門将であった胡亢は、竟陵で兵を集めて挙兵し、楚公と自称した。胡亢は、杜曾を竟陵郡太守に勝手に任命した。胡亢は猜疑心が強く、郎党たちの二心を疑い、勇将数十人を殺害した。杜曾は自らも誅殺されることを恐れ、心中不安になった。杜曾は密かに胡亢を除かんと図り、身を卑しめて節を屈し、胡亢に仕えた。胡亢は、杜曾の真意を知ることなく、むしろ杜曾を信任した。
建興元年（313年）、荊州の賊である王沖は荊州刺史を自称した。王沖の軍勢はとても精強であり、何度も兵を送り込んで胡亢の地盤を奪わんとした。胡亢は大いに頭を悩ませ、杜曾に相談した。杜曾は王沖へ反撃するよう勧め、胡亢はそれに従った。また、陣中の武器を工匠へ渡し、彼らに打磨させるよう提案した。その裏で、杜曾は密かに王沖の軍材を誘引し、胡亢を攻撃させた。胡亢は精騎を全て出陣させて王沖を防いだため、城中はもぬけの空となった。杜曾は機会に乗じて胡亢を斬り捨て、彼の兵を吸収した。また、自ら南中郎将を名乗り、竟陵郡太守を自称した。
杜曾は南郡太守の劉務の娘を妻に迎えたいと要請したが、拒絶された。杜曾は怒り、劉務の家族を皆殺しにした。
9月、荊州刺史陶侃の参軍である王貢は王敦の下へ使者として出向き、その帰路に竟陵へ至ると、陶侃の命令と偽って杜曾を前鋒大都督に任じ、王沖討伐を命じた。杜曾は王沖を打ち破ると、彼を討ち取り、その兵はみな投降した。その後、陶侃は杜曾へ召喚命令を下したが、杜曾は拒否した。王貢は偽りの命を下したために罰せられることを恐れ、遂に杜曾と共に反乱を起こした。
10月、王貢は陶侃軍を攻撃し、陶侃は大敗を喫した。かろうじて命はつないだが、この敗戦により一時免官となった。
建興3年（315年）、愍帝は第五猗を安南将軍、荊梁益寧四州諸軍事、荊州刺史に任じ、武関へ派遣した。杜曾は襄陽において第五猗を自軍に迎え入れ、杜曾の兄子に第五猗の娘を娶らせた。杜曾は1万の軍勢を集め、第五猗と共に沔水・漢水の地に割拠した。
陶侃は湘州を乱していた杜弢を破ると、勝ちに乗じて杜曾を攻撃した。陶侃は杜曾を侮っており、陶侃の司馬である魯恬は、陶侃へ「戦というものは、まず敵の将領を理解することから始まるのです。今、使君（陶侃）の配下には、杜曾と比べられる者がいません。軽視していては、彼を従わせることは出来ません。」と諫めたが、陶侃はこれを聞き入れずに進軍し、杜曾のいる石城を包囲した。杜曾の軍には騎馬が多く、杜曾はひそかに城門を開き、陶侃の陣を突破した。さらに反転し、陶侃の背後を突いた。陶侃軍は敗れ、数百人が川に身を投げた。杜曾はすぐに順陽に向かって進軍したが、下馬して陶侃に礼を行い、別れを告げて去った。
当時、都督荊州江北諸軍事の荀崧は宛城を守っていたが、杜曾は軍を率いてこれを包囲した。荀崧軍は食糧が付きかけており、襄城郡太守石覧と南中郎将の周訪に救援を求めた。周訪は子の周撫に3000の兵を与えて派遣し、石覧と共に荀崧を救った。杜曾は軍を退いて逃走した。
杜曾はまた荀崧へ、丹水一帯の賊を討伐して朝廷に報いたいという旨の書状を送り、荀崧はこれを許可した。陶侃は荀崧へ書状を送り「杜曾は凶悪で狡猾な人物で、彼が率いる兵はみな豺狼のようです。自らの親を食べる梟と相違ありません。杜曾を討たねば、荊州の安寧は訪れません。私の言葉を良く理解していただきますように。」と述べた。
荀崧の守る宛城は兵が少なく。杜曾の兵力を利用して外援としたいと考えていたので、荀崧は陶侃に逆らい杜曾を攻めなかった。杜曾はやはり再び謀反を起こし、流亡していた2千人余りを率いて襄陽を包囲した。しかし、数日しても陥落しなかったので撤退した。
王敦の寵臣である銭鳳は、陶侃の功績を妬み彼を何度も謗った。陶侃は江陵に戻る前に王敦の下に立ち寄ったが、王敦は彼を抑留して返さず、広州刺史に左遷して、代わりに自らの従弟である王廙を荊州刺史とする人事を発表した。荊州官吏の鄭攀らはこれに激怒し、王廙が粗暴で猜疑心が強かったこともあり、3000人の兵士を従えて溳口に駐屯し、杜曾を迎え入れた。王廙は鄭攀らの襲撃を受け、江安に逃走した。杜曾と鄭攀らは北より第五猗を迎えて王廙を防いだ。王廙は諸軍を率いて杜曾討伐に向かったが、杜曾は返り討ちにした。
建武元年（317年）8月、鄭攀らは王廙を拒んだが、兵士の士気が乱れたため、撤退して横桑に至り、再び杜曾に助けを求めようとした。王敦は武昌郡太守の趙誘と襄陽郡太守の朱軌を派遣し、鄭攀らは大いに恐れて救援を請うた。杜曾もまた、第五猗の軍勢にいる襄陽を攻撃する事で、罪を贖うことを求めた。杜曾らはまた軍を率いて揚口へ向かった。朱伺はちょうど砦の中におり、杜曾軍はこれを包囲した。杜曾は北門を攻め落とし、朱伺は傷を負いながらも逃走した。朱伺は甑山にいる王廙の下へ身を寄せたが、傷が深手で間もなく死去した。
杜曾は趙誘、朱軌と陵江将軍黄峻の軍勢と女観湖で戦い、大勝して趙誘らを全員殺した。杜曾は勝ちに乗じて沔口まで至り、長江・沔水一帯にその威名は轟いた。
王敦は杜曾討伐のために周訪を派遣し、周訪は8000の兵を率いて沌陽に至った。杜曾の軍勢が鋭気盛んであったことから、周訪は将軍の李恒に左翼を任せ、許朝に右翼を任せ、自身は中軍に座った。杜曾は先手を打って両翼を攻撃し、激戦は朝から午後の申の刻まで続き、周訪軍の両翼を全て破った。しかし、その機を見計らって精鋭800人が杜曾の陣へ突撃を仕掛け、杜曾軍は大いに乱れて1000人以上の損害を出した。周訪は勝ちに乗じて進撃を続け、杜曾は武当へ退いた。
大興2年（319年）、周訪は杜曾を討つも、何度戦っても杜曾に勝てなかった。周訪は密かに山道より人を派遣し、迂回して杜曾に奇襲をかけた。これにより、杜曾の軍は潰走し、彼の配下である馬俊や蘇温らは、杜曾を捕縛して周訪に投降した。周訪は杜曾を生かして武昌に移そうと考えたが、朱軌の息子である朱昌と、趙誘の息子である趙胤が杜曾を殺して父の仇を討ちたいと懇願したので、杜曾は斬首され、朱昌と趙胤は杜曾の肉を千切って食べた。